# 土佐清水郵便局
土佐清水郵便局（とさしみずゆうびんきょく）は高知県土佐清水市にある郵便局。民営化前の分類では集配普通郵便局であった。

## 概要
住所：〒787-0399 高知県土佐清水市幸町3-1
民営化直前の集配業務再編において、多くの集配普通郵便局は統括センターとなったが、当局は配達センターとされたため、民営化後も郵便事業株式会社の支店は併設されず、集配センターが併設された。

## 沿革
- 1874年（明治7年）11月16日 - 以布利（いぶり）郵便取扱所として開設[1]。
- 1875年（明治8年）1月1日 - 以布利郵便局（五等）となる。
- 1886年（明治19年）1月20日 - 貯金取扱を開始。
- 1891年（明治24年）2月21日 - 為替取扱を開始。
- 1901年（明治34年）12月20日 - 清水郵便局に移転改称。
- 1903年（明治36年）2月6日 - 清水郵便電信局となる。
- 1903年（明治36年）4月1日 - 通信官署官制の施行に伴い清水郵便局となる。
- 1951年（昭和26年）4月1日 - 電気通信業務の取扱を、新設の土佐清水電報電話局に移管[2]。
- 1956年（昭和31年）2月1日 - 土佐清水郵便局に改称[3]。
- 1956年（昭和31年）10月1日 - 電話通話および和文電報受付事務の取扱を開始。
- 1965年（昭和40年）11月1日 - 特定郵便局から普通郵便局に局種別改定。同日、以布利郵便局から集配業務を移管。
- 2000年（平成12年）8月14日 - 外国通貨の両替および旅行小切手の売買に関する業務取扱を開始。
- 2006年（平成18年）9月11日 - 三崎郵便局から「787-04xx」区域の集配業務を移管[4]。
- 2007年（平成19年）10月1日 - 民営化に伴い、併設された郵便事業土佐中村支店土佐清水集配センターに一部業務を移管。
- 2012年（平成24年）10月1日 - 日本郵便株式会社発足に伴い、郵便事業土佐中村支店土佐清水集配センターを土佐清水郵便局に統合。
- 2014年（平成26年）1月27日 - 下ノ加江郵便局から「787-02xx」区域の集配業務を移管。
- 2016年（平成28年）2月22日 - 下川口郵便局から「787-05xx」区域の集配業務を移管。

## 取扱内容
- 郵便、印紙、ゆうパック、内容証明
- 貯金、為替、振替、振込、国際送金、国債、投資信託
- 生命保険、バイク自賠責保険、自動車保険
- ゆうちょ銀行ATM
- 土佐清水市内（「787-03xx」「787-02xx」「787-04xx」「787-05xx」区域）の集配業務

## 周辺
- 土佐清水市役所
- 土佐清水市民文化会館
- 土佐清水市民体育館
- 土佐清水市民図書館
- 中村警察署清水警察庁舎
- 土佐清水市立清水小学校

## アクセス
- 高知西南交通清水プラザパル前または越前町停留所下車
- 国道321号沿い
- 駐車場あり：8台